# Seni
Seni (chữ Tạng: ནག་ཆུ་རྫོང་།; Wylie: nag chu rdzong; ZWPY: Nagqu Zong; tiếng Trung: 色尼区; bính âm: Seni Qu, Hán Việt: Sắc Ni khu) là một quận của địa khu Nagqu (Na Khúc), khu tự trị Tây Tạng, Trung Quốc. Tên của quận trong tiếng Tạng có nghĩa là "sông đen".
Seni có độ cao trung bình là 4.500 mét (14.800 ft), Seni  có khí hậu núi cao khắc nhiệt, với một mùa đông dài, rất lạnh và khô còn mùa hè kéo dài ngắn và mát. Trong mùa đông, nhiệt độ thường xuống tới dưới −20°C0 vào ban đêm và nhiệt độ vào ban ngày trong mùa hè là khoảng 16 °C. Nhiệt độ trung bình vào tháng giêng là −12,6 °C và nhiệt độ trung bình tháng 7 là 9,0 °C, nhiệt độ trung bình cả năm là −1,17 °C. Từ tháng 6 đến tháng 9, phần lớn các ngày đều có một lượng mưa ít nhiều và chiếm trên 80% lượng mưa cả năm.

### Trấn
- Na Khúc (那曲镇)
- La Mã (罗玛镇)
- Cổ Lộ (古露镇)

### Hương
| - Hương Mậu (香茂乡) - Khúc Cáp (由恰乡) - Na Ma Thiết (那么切乡) - Trát Mã (孔玛乡) | - Đạt Tát (达萨乡) - Lao Mạch (劳麦乡) - Sắc Hùng (色雄乡) - Ni Mã (尼玛乡) - Đạt Tiền (达前乡) |